# Попсуй, Анастасия Викторовна
Попсуй Анастасия Викторовна (29 ноября 1985) — украинский общественный деятель, эксперт в сфере образования, гендерного равенства, регионального и местного самоуправления. Руководительница ОО «Европейская Ассамблея женщин-депутатов», основательница национального конкурса «Лучшие женские инициативы Украины» Архивная копия от 28 ноября 2020 на Wayback Machine. Стипендиат и выпускница летней школы Гарвардского Университета (США). Награждена Верховной Радой Украины за «Заслуги перед Украинским Народом». В 2020 году попала в рейтинг «100 Успешных Украинцев». В национальном телепроекте «Новые лидеры» ее проект набрал наибольшее количество голосов он-лайн голосования.
В 2014 году администрировала наибольшую благотворительную акцию в истории Украины — помощи семьям погибших на Майдане. Средства, собранные в рамках программы, 56 млн грн было передано 104 семьям погибших, прозрачность передачи средств засвидетельствовано международными аудиторскими компаниями, Главным Управлением МВД в городе Киеве и Генеральной прокуратурой Украины.

## Биография
Родилась 29 ноября 1985 в Киеве. Училась в средней школе № 242 до 8 класса. Получила среднее образование в Киевском лицее бизнеса. В 2003 году была награждена званием «Лучший выпускник года».
Имеет два высших образования: первое — Национальный педагогический университет им. М. П. Драгоманова, специальность: учитель украинского языка и литературы, зарубежной литературы, литературное редактирование, магистерская степень; второе — Университет экономики и права «КРОК», специальность: международная экономика, административный менеджмент, магистерская степень. Оба диплома — с отличием.
Прошла программу стажировки в Европарламенте (2016), училась эффективному управлению в США по программе «Открытый мир» Американских Советов (2014). В рамках тренингов и обучений посетила более 100 образовательных учреждений различных стран Европы и США.
Училась в рамках зарубежных программ: Центр повышения квалификации учителей (Польша, Насутов), Центр гражданского образования (Германия, Баден Вюнтенберг). В 2017 году Анастасия Попсуй выиграла стипендию на летнее обучение в Гарвардском университете, где по программе украинских студий изучала сравнительную политологию. Во время учебы в Гарварде Анастасия Попсуй опубликовала несколько исследований, интервью и творческих проектов.
В 2017 году Интернет взорвал видеоролик Анастасии Попсуй Архивная копия от 12 марта 2018 на Wayback Machine, в котором ее друзья студенты Гарварда, с которыми она училась, процитировали стихи Лины Костенко. Это были представители Бельгии, Германии, Китая, Южной Кореи, Индии, Кении, Америки, Южно-Африканской республики, Шотландии и Австралии.
Успешно закончила годовой курс обучения в Аспен Институте Архивная копия от 11 декабря 2020 на Wayback Machine по программе «Хорошее управление».

## Общественная и трудовая деятельность
2016 — н. в. — руководительница общественной организации «Европейская ассамблея женщин-депутатов»
2015—2020 — депутат Ирпенского городского совета VII созыва
2018—2019 — и. о. городского главы — секретарь Ирпенского городского совета
2016—2019 — помощница народного депутата Елены МАСОРИНОЙ на общественных началах
2015—2016 — заместитель Ирпенского городского главы по гуманитарным вопросам
2010—2015, 2016—2018 — директор благотворительного фонда "Фонд громады Приирпенья
2006—2014 — координатор проектов международной общественной организации «Фонд польско-украинского сотрудничества ПАУСИ»
2003—2007 — ассистент председателя общественной организации «Ассоциация руководителей школ г. Киева»
2003—2007 — преподаватель курса «Европейские студии», учитель зарубежной литературы в ООО «Общеобразовательное учебное заведение „Киевский лицей бизнеса“»
С 2017 — Почетная Амбасадорка Международной Амбасады женщин-предпринимательниц
Стала инициатором подписания Ирпень Хартии по гендерному равенству в жизни местных общин
В 2017 году Европейская ассамблея женщин-депутатов в партнерстве с Международной Амбасадой женщин-предпринимательниц, при финансировании Министерства международных дел Канады через Ассоциацию городов Украины и Федерацию канадских муниципалитетов, реализовала Национальный конкурс на лучшие женские инициативы в Украине, которые стали весомыми для экономического развития местных громад Архивная копия от 27 ноября 2020 на Wayback Machine.
Участвовала в более чем 100 семинарах и конференциях на тему европейских стандартов жизни, развития местных громад, лидерства, написание грантов и тому подобное. Автор тренинговых программ: «Восемь жизненных компетенций, изменяющих поведение», «Строим будущее Европы» и другие.
Координировала национальные и международные просветительские проекты. В рамках проекта Европейской Комиссии организовывала обучение для представителей центральных органов исполнительной власти на тему Интеграционных инструментов с ЕС и др. Координировала масштабную программу школьных обменов между Украиной и Польшей, при финансовой поддержке Министерства иностранных дел Польши. В программе обменов приняли участие около 3000 учащихся и 300 учителей.
В 2014 году администрировала наибольшую благотворительную акцию в Украине по помощи семьям погибших на Майдане.
Фонд громады Приирпенья — основатель «Центра международных молодежных обменов» и «Банка молодежных идей» в Ирпене.
В 2020 году стала сертифицированным коучем с правом психологической практики по методу краткосрочной психотерапии клиенто-центированного коучинга.
Создала проект «Оказание психологической помощи женщинам в условиях кризиса», в рамках которого через работников центров соцслужб предоставляется психотерапия женщинам в сложных жизненных ситуациях.

## Работа в местном самоуправлении
2018—2019 — и. о. городского головы — секретарь Ирпенского городского совета
2015—2020 — депутат Ирпенского городского совета VII созыва
2015—2016 — заместитель Ирпенского городского головы по гуманитарным вопросам
Работая в должности заместителя Ирпенского городского головы, а позже — в статусе советника городского головы, инициировала создание Стратегического плана развития города 2016—2020 гг., Инвестиционного отдела горсовета, бренда города, Инвестиционного паспорта города Ирпень, Устава территориальной общины города Ирпень, запустила программу «Общественный бюджет», разработала Ирпенскую образовательную инициативу, способствовала открытию Общественного центра для переселенцев. Подключив экспертов по медицинской и образовательной сферам, начала внедрение медицинской и образовательной реформ в Ирпене. В рамках медреформы в городе открыто четыре медицинские амбулатории, создан антигипертензивный центр, маммологический центр, инициированную программу социального жилья для врачей и педагогов и тому подобное. В рамках реформы образования создан центр для детей с особыми потребностями «Дивосвит», открыто два коммунальных детских сада, отремонтированы помещения школ. Также открыто коммунальное учреждение Ирпенский лицей инновационных технологий и Ирпенский академический лицей. Обустроены профильные классы в школах, внедрены стипендиальные программы для школьников, основанные учебные поездки учителей в Европу, привлечено волонтера Корпуса мира для внеклассной работы детей, введено обучение учителей ирпенских школ по курсам Гарварда. Основала традицию проведения Международного фестиваля переводчиков «Кочур-Фест».

## Помощь семьям погибших на Майдане
С первого дня Майдана Фонд громады Приирпенья Архивная копия от 14 апреля 2021 на Wayback Machine, возглавляемый Анастасией Попсуй, оказывал материальную и организационную поддержку протестующим. После кровавых событий на Майдане и гибели Небесной сотни, ряд общественных и благотворительных организаций объединились для помощи пострадавшим. Среди организаций были: Украинский форум благотворителей Архивная копия от 2 декабря 2020 на Wayback Machine, Евромайдан SOS Архивная копия от 17 августа 2021 на Wayback Machine, Партнерство «Каждому ребенку», фонд «Возрождение», Фонд Дарьи Жолдак, Каритас-Украина, Фонд громады Приирпенья Архивная копия от 14 апреля 2021 на Wayback Machine и другие.
На волонтерских началах единомышленники создали Центр помощи семьям погибших и пострадавших на Майдане, в который вошли несколько благотворительных фондов, частных инициатив, юристов и аудиторских компаний. Фонд общины Приирпенья был избран организациями-партнерами и на него была возложена техническая и юридическая ответственность за выполнение благотворительной программы.
Все решения по сбору, распределению и контролю средств принимал Наблюдательный Совет Инициативы («Родина Майдан»). Также был создан Экспертный совет, в который вошли представители семей убитых и раненых, представители медслужбы Майдана, сотрудники министерств, аудиторы из компаний Ernst & Young и PricewaterhouseCoopers, журналисты (среди них — шеф-редактор 5 канала, проводивший марафон по сбору средств). Именно Экспертный совет утвердил выделение 20 % собранных средств на лечение тяжело раненых на Майдане и принял решение не предоставлять финансовую поддержку семьям погибших представителей МВД.
После телемарафона на 5 канале волонтеры собрали на счет благотворительного Фонда громады Приирпенья более 50 миллионов гривен. Делить их сразу не стали, поскольку списки Небесной сотни постоянно менялись. Поэтому оперативные расходы семьям умерших взяли на себя фонды Рината Ахметова и Леонида Черновецкого, а средства Фонда начали распределять после того, как списки были уточнены и оценены потребности каждой пострадавшей семьи.
17 % от собранных средств в виде налогов было уплачено государству. Хотя Украинский форум благотворителей совместно с компанией Ernst & Young и пытались пролоббировать пакет документов для Кабмина об изменениях в Налоговый кодекс Украины, чтобы освободить благотворительные выплаты физическим лицам от подоходного налога в случае, когда речь идет о выплатах семьям погибших и лечения раненых активистов Майдана.
Задержка выплат вызвала недовольство отдельных активистов. Их поддержали несколько нардепов-регионалов. В УБОП поступило заявление с просьбой проверить состояние счетов Фонда. На волонтеров началось давление с требованиями отдать деньги сотникам, похоронным бюро, активистам. Те, кто требовал этого, даже приходили к волонтерам с автоматами. Благотворители вынуждены были записать видеообращение к премьер-министру Украины Арсению Яценюку с просьбой защитить их от такого давления.
Сегодня акция по помощи семьям погибших на Майдане является крупнейшей благотворительной акцией за всю историю независимой Украины. Средства получили 104 семьи, 7 тяжело раненым майдановцам уплачено лечение за рубежом. Четыре проверки международной аудиторской компании Ernst & Young и Генеральной прокуратуры Украины показали прозрачность и законность распределения собранных благотворительных средств между членами семей погибших на Майдане
Позже Анастасия Попсуй и Фонд громады Приирпенья подали в суд иск о защите чести и достоинства против народных депутатов, которые выразили недоверие Фонду без явных на то оснований.

## Награды
2020 — Номинация и премия «100 Успешных Украинцев»
2019 — Награда от Патриарха Киевского Всея Руси-Украины: За заслуги по возрождению духовности в Украине и утверждение Поместной Украинской Православной Церкви
2018 — Награда Всемирного Конгресса Украинцев: За весомый вклад в формировании положительного имиджа Украины в мире, установление международных связей, распространение олимпийских идей, профессионализм, преданность делу
2018 — Награда Киевской областной государственной администрации: За проявленный высокий профессионализм, эффективную командное взаимодействие, преданность украинскому народу в исключительно сложное время становления Украины
2017 — Награда Верховной Рады Украины «За заслуги перед Украинским Народом»
2017 — Присвоение звания Почестной Амбасадорки от Международной Амбасады женщин-предпринимательниц
2016 — Почетная грамота Киевского областного совета «За значительный вклад в содействие развитию украинской государственности, добросовестный труд, высокий профессионализм, активную общественную позицию и по случаю 25-й годовщины провозглашения независимости Украины»
2016 — Памятная награда юбилейная медаль от Киевского регионального отделения Ассоциации городов Украины